# Grubenwehr-Ehrenzeichen (1953)

Amtliche Darstellung des Grubenwehr-Ehrenzeichens im Bundesgesetzblatt

Deckblatt zur Vorschlagsliste

Vorschlageliste zum Grubenwehr-Ehrenzeichen

Das Grubenwehr-Ehrenzeichen ist eine staatliche Auszeichnung der Bundesrepublik Deutschland für besondere persönliche Verdienste im Grubenrettungswesen. Es wurde am 14. Juli 1953 vom damaligen Bundespräsidenten Theodor Heuss gestiftet und wird in Gold und Silber verliehen.

## Verleihungsvoraussetzungen

### Grubenwehr-Ehrenzeichen in Silber
Mit dem Grubenwehr-Ehrenzeichen in Silber können gemäß dem Stiftungserlass ausgezeichnet werden:
1. Mitglieder einer Grubenwehr, die wenigstens 15 Jahre in einer Grubenwehr in vorbildlicher Weise Dienst getan haben,
2. Mitglieder einer Grubenwehr mit kürzerer Dienstzeit, wenn sie in der Grubenwehr in vorbildlicher Weise Dienst getan haben und wegen oder aufgrund eines Unfalles im Dienst der Grubenwehr aus dem Dienst ausscheiden mussten und
3. Mitglieder einer Grubenwehr oder andere Bergleute für mutiges und entschlossenes Verhalten beim Einsatz der Grubenwehr oder bei Rettungsarbeiten.[2]

### Grubenwehr-Ehrenzeichen in Gold
Mit dem Grubenwehr-Ehrenzeichen in Gold können gemäß dem Stiftungserlass ausgezeichnet werden:
1. Mitglieder einer Grubenwehr, die wenigstens 20 Jahre in einer Grubenwehr in vorbildlicher Weise Dienst getan haben,
2. Mitglieder einer Grubenwehr mit kürzerer, jedoch mindestens fünfzehnjähriger Dienstzeit, wenn sie in der Grubenwehr in vorbildlicher Weise Dienst getan haben und wegen oder aufgrund eines Unfalles im Dienst der Grubenwehr aus dem Dienst ausscheiden mussten und
3. Mitglieder einer Grubenwehr oder andere Bergleute, die bereits mit dem Grubenwehr-Ehrenzeichen in Silber ausgezeichnet worden sind, für wiederholtes mutiges und entschlossenes Verhalten beim Einsatz der Grubenwehr oder bei Rettungsarbeiten, sofern für diese Tat nicht die Verleihung mit dem Verdienstorden der Bundesrepublik in Betracht kommt.[3]

## Aussehen, Beschaffenheit und Trageweise
Das Grubenwehr-Ehrenzeichen ist eine Medaille und ist entsprechend der verliehenen Stufe entweder in silber oder gold gehalten. Ihre Vorderseite zeigt in erhabener Prägung das Symbol der Grubenwehr, Schlägel und Eisen, welche gekreuzt sind. Beide Symbole ruhen auf dem Kreuz der Grubenwehr. Das Kreuz ist dabei von einem Eichenlaubkranz umschlossen. Auf dem gekreuzten Schlägel und dem Eisen ruht als letztes dargestellt der Bundesadler. Die Rückseite der Medaille trägt die sieben zeilige Inschrift: Für / besondere / Verdienste / im / Gruben/rettungs/wesen. Getragen wird die Medaille an der linken Brustseite an einem orangefarbenen Band, welches von schwarzen Streifen eingefasst ist und entsprechend der verliehenen Stufe, silber oder gold umsäumt ist.

## Verleihungsprozedere

### Vorschlagsberechtigung
Die Vorschläge, welche zur Verleihung des Ehrenzeichens führen sollen, sind zu begründen und durch die  Ministerpräsidenten der jeweiligen Bundesländer, dem Regierenden Bürgermeister von Berlin sowie den Senaten von Hamburg und Bremen in doppelter Ausführung alphabetisch geordnet dem Chef des Bundespräsidialamtes einzureichen. Dieser holt dann die Entscheidung durch den Bundespräsidenten ein. Den Vorschlagslisten sind zudem die vorbereiteten Verleihungsurkunden und Karteikarten nach amtlichem Muster beizufügen.
Nach Unterzeichnung der Urkunden durch den Bundespräsidenten werden diese mit den Ehrenzeichen an die Vorschlageberechtigten Stellen (Ministerpräsidenten, Senate von Hamburg und Bremen und dem Regierenden Bürgermeister von Berlin) übersandt. Diese veranlassen dann in eigener Zuständigkeit die Aushändigung der Ehrenzeichen an die Beliehenen und teilen die vollzogene Aushändigung im Anschluss dem Bundespräsidialamt mit, damit diese abschließend die Namenskartei der Träger vervollständigen bzw. ergänzen kann.

### Aushändigung
Mit Aushändigung des Ehrenzeichens erhält der Beliehene eine Verleihungsurkunde, die die Unterschrift des Bundespräsidenten trägt. Das Ehrenzeichen selber geht mit Übergabe in das Eigentum des Beliehenen über. Im Falle des Todes des Inhabers verbleibt das Ehrenzeichen seinen Hinterbliebenen als Andenken. Eine Rückgabepflicht besteht für sie nicht.

### Ersatz und Umtausch
Verlorengegangene Ehrenzeichen werden nicht ersetzt. Der Beliehene ist jedoch berechtigt sich auf seine Kosten ein Ersatzstück zu beschaffen. Hersteller der Medaille ist die Firma Steinhauer & Lück in Lüdenscheid. Im Übrigen wurde bestimmt, dass früher verliehene Grubenwehr-Ehrenzeichen, in das neue Muster (allerdings nur in der Silberausführung) nach Antrag umgetauscht werden können.

## Sonstiges
Das Grubenwehr-Ehrenzeichen von 1953 ist nicht die erste staatliche Auszeichnung, die in Deutschland an verdiente Bergleute vergeben wird. Historische Vorgänger sind das Grubenwehr-Ehrenzeichen von 1938, das  Reichsgrubenwehr-Ehrenzeichen von 1936 sowie das Gruben-Erinnerungsabzeichen des Freistaates Preußen von 1934.
In der DDR wurde ab 1951 die Medaille für Verdienste um das Grubenrettungswesen verliehen.